# Đại Phố FC
Câu lạc bộ bóng đá Đại Phố (còn gọi là Hòa Phú Đại Phố, tiếng Trung: 和富大埔 vì lý do tài trợ) là một câu lạc bộ bóng đá chuyên nghiệp Hồng Kông. Câu lạc bộ được hình thành bởi Hội đồng quận Đại Phố. Câu lạc bộ này được đặt theo tên nhà tài trợ chính của họ, doanh nghiệp xã hội Hòa Phú.

## Lịch sử
Các câu lạc bộ thi đấu ở giải hạng ba mùa giải 2002-03. Họ thăng hạng hai mùa giải năm sau. Trong mùa giải 2005-06, họ đã lên hạng Nhất sau khi kết thúc ở vị trí thứ hai ở giải hạng hai, sau HKFC. Mùa giải 2006-07 đội bóng thi đấu 18 trận 7 trận thắng, 3 hòa 8 thua đã có 24 điểm, xếp thứ bảy trong bảng xếp hạng và trụ thành công.
HLV Trần Hiểu Minh sau khi huấn luyện một mùa giải, vào mùa hè năm 2007 chuyển sang đội bóng mới thăng hạng, sau đó cựu HLV của Hồng Kông Rangers FC Babei được bổ nhiệm.
Sau đó, họ tiếp tục thi đấu sáu mùa giải nữa rồi xuống hạng vào mùa giải 2012-2013. Mùa giải 2013-14 Đại Phố lên thi đấu ở giải hạng nhất chiến thắng ngày cuối cùng trước Hoàng Đại Tiên. Xây dựng từ một nền tảng phòng ngự mạnh, Đại Phố đã hoàn thành mùa giải khi chỉ bị thủng lưới 11 bàn trong 22 trận đấu.

## Thành tích
- FA Cup

Vô địch (1): 2008–09
Á quân (1): 2007–08
- Senior Challenge Shield

Vô địch (1): 2012–13
- Giải bóng đá hạng nhì Hông Kông

Vô địch (1): 2013–14
Á quân (1): 2005–06
- Giải bóng đá hạng ba Hông Kông

Vô địch (1): 2003–04

## Đội hình hiện tại

### Đội hình chính
Ghi chú: Quốc kỳ chỉ đội tuyển quốc gia được xác định rõ trong điều lệ tư cách FIFA. Các cầu thủ có thể giữ hơn một quốc tịch ngoài FIFA.
| Số | VT | Quốc gia    | Cầu thủ                 |
| -- | -- | ----------- | ----------------------- |
| 1  | TM | Hồng Kông   | Lương Vũ Hạo            |
| 2  | HV | Hồng Kông   | Châu Nhuận Phát         |
| 3  | HV | Hồng Kông   | Trần Tư Vinh            |
| 4  | HV | Brasil      | Clayton Michel AfonsoFP |
| 5  | TV | Hồng Kông   | Hoàng Vinh Kiệt         |
| 6  | HV | Hồng Kông   | Trần Kính Đức           |
| 7  | TV | Hồng Kông   | Tăng Tử Hiên            |
| 8  | TV | Nigeria     | Trần Gia Tuấn           |
| 9  | TĐ | Tây Ban Nha | Trần Lập Minh           |
| 10 | TV | Hồng Kông   | Lã Chí Hưng             |
| 11 | TV | Hồng Kông   | Sử Kiến Vĩ              |
| 13 | TĐ | Úc          | Joseph Arthur Gibbs     |
| 14 | TV | Hồng Kông   | Tô Hữu Điền             |
| 15 | TV | Hà Lan      | Vincent Lucas WeijlFP   |
| 16 | HV | Hồng Kông   | Lâm Nghị Đông           |
| 18 | HV | Tây Ban Nha | Vương Viêm Khôn         |
| 19 | TV | Hồng Kông   | Lý Gia Tiến             |

| Số | VT | Quốc gia  | Cầu thủ                 |
| -- | -- | --------- | ----------------------- |
| 20 | TV | Brasil    | Aender Naves MesquitaFP |
| 21 | HV | Hồng Kông | Trần Húc Trí            |
| 22 | TM | Hồng Kông | Viên Hạo Tuấn           |
| 23 | TV | Hồng Kông | Diệp Giai               |
| 27 | HV | Hồng Kông | Diêu Hạo Minh           |
| 28 | HV | Hồng Kông | Ngô Hạo Bằng            |
| 29 | TV | Hồng Kông | Đàm Vu Kiệt             |
| 30 | TV | Hồng Kông | Diệp Thượng Dân         |
| 31 | TV | Hồng Kông | Kinh Đằng               |
| 32 | TV | Hồng Kông | Tô Gia Lạc              |
| 33 | TV | Hồng Kông | La Trác Văn             |
| 34 | TV | Hồng Kông | Lý Khải Thông           |
| 35 | HV | Hồng Kông | Thạch Hạo Hiên          |
| 36 | TM | Hồng Kông | Ngô Văn Phong           |
| 37 | TV | Hồng Kông | Thái Quốc Uy            |
| 38 | TV | Hồng Kông | Đái Tử Tuấn             |
| -  | HV | Úc        | Daniell ZelenyFP        |

### Số áo được vinh danh
Ghi chú: Quốc kỳ chỉ đội tuyển quốc gia được xác định rõ trong điều lệ tư cách FIFA. Các cầu thủ có thể giữ hơn một quốc tịch ngoài FIFA.
| Số | VT | Quốc gia   | Cầu thủ       |
| -- | -- | ---------- | ------------- |
| 16 | TV | Trung Quốc | Mao Mộng Sách |

### Cầu thủ có nhiều quốc tịch
- Lương Vũ Hạo (Cầu thủ nhập tịch)''
- Trần Kính Đức (Cầu thủ nhập tịch)''
- Diệp Giai (Cầu thủ nhập tịch)''
- Ngô Hạo Bằng (Cầu thủ nhập tịch)''
- Trần Lập Minh (Cầu thủ nhập tịch)''
- Kinh Đằng (Cầu thủ nhập tịch)''